# Elisa Carrillo Cabrera
Elisa Carrillo Cabrera (Texcoco, Estado de México, 14 de agosto de 1981) es una bailarina y embajadora de la cultura en México. Es la primera mexicana que logró ser primera ballerina de Staatsballett, Berlín, una de las compañías de ballet más importantes de Europa y  del mundo.

## Trayectoria
Elisa Carrillo Cabrera es la única mexicana y la primera latinoamericana que ha ganado los tres premios más importantes de la danza a nivel internacional: el Premio Benois de la Danse, el Alma de la Danza de Rusia (una de las pocas bailarinas fuera de Rusia que recibe este reconocimiento) y el Festival Dance Open en San Petersburgo. Actualmente es la Primera Ballerina en el Staatsballett Berlin, una de las diez compañías de ballet más reconocidas en el mundo.[cita requerida]
Embajadora de la Cultura de México, miembro del Consejo Internacional de Danza en la UNESCO,  Miembro del Consejo Diplomacia Cultural en México, Presidenta del Consejo de la Fundación Elisa Carrillo Cabrera AC,  Directora artística de la Fundación Sir Anton Dolin, codirectora artística de la Compañía Nacional de Danza en México, maestra de Ballet grado otorgado por el Ministerio de Cultura en Alemania y por la John Cranko Schule Stuttgart.[cita requerida]
Su más reciente premio internacional fue otorgado por el Fondo del Patrimonio Petipa, obtenido en Eslovaquia en 2019 por preservar y difundir el legado del gran coreógrafo franco-ruso Marius Petipa, considerado “El Padre del Ballet”.
Ha participado en múltiples galas “Estrellas de Ballet” en 30 países, frecuentemente es invitada a bailar en la Gala del Kremlin, en Moscú.[cita requerida]
Elisa Carrillo nació en Texcoco, México, estudió en la Escuela Nacional de Danza Clásica y Contemporánea del INBA y en The English National Ballet School. De 1999 a 2007 formó parte del Stuttgart Ballet, Iniciando en el cuerpo de baile de la compañía hasta llegar a ser solista. En 2007 se integró  al Staatsballett Berlin.[cita requerida]
En 2009 dio vida a una “Blancanieves” morena, coreografía de Angelin Preljocaj, música de Gustav Mahler y vestuario de Jean Paul Gaultier. La interpretación de Elisa Carrillo cautivó a la crítica alemana, considerándola la nueva Estrella de la Ópera de Berlín.[cita requerida]
En México, su fundación organiza dos actividades  que han sido fundamentales para la promoción y el impulso de la danza y las artes, Gala de Estrellas del Ballet “Elisa y Amigos”, involucrando a los mejores artistas en el mundo del ballet clásico. “Danzatlán” Festival Internacional de la Danza, busca generar un diálogo en México entre coreógrafos, bailarines de ballet clásico y contemporáneo y especialistas del arte de la danza de distintos países y nacionalidades, además es una plataforma de difusión para jóvenes creadores y bailarines mexicanos. En tan solo tres ediciones se ha convertido en el encuentro de ballet más relevante en México.[cita requerida]
El 9 de noviembre de 2021 se presentó en la Expo 2020 Dubái como parte del programa cultural de la semana nacional del pabellón de México.
Elisa ha impartido clases de ballet en México, Estados Unidos, Alemania y Canadá.[cita requerida]

## Premios, reconocimientos y nombramientos
2010
Es nombrada Embajadora de Cultura de México por CONACULTA  y por la Cámara de Diputados de México.
2011 
La ciudad de Berlín nombró a Elisa Carrillo una de las 50 personalidades más importantes de esa obra, donde reside hace más de una década. 
Fue incluida en el libro Ich bin ein Berliner *aus Leidenschaft (Soy un berlinés *de corazón), de Pavel Sticha, como uno de los 35 extranjeros considerados ciudadanos berlineses.
2012
El gobierno del Estado de México,  creó en su honor la “Beca Elisa Carrillo Cabrera”,  En el mismo año le otorgan su nombre a la  Sala de Conciertos del Centro Cultural Mexiquense Bicentenario, en Texcoco.
2013
La Cámara de Senadores de México distinguió “su labor en favor del arte y la cultura de México”.
Obtuvo el Premio a la Mejor Pareja en la edición XII del Festival Internacional Dance Open de San Petersburgo, uno de los más importantes de la danza en el mundo.
2014
La Asamblea Legislativa del Distrito Federal le entregó la Medalla al Mérito en Artes.
2016 
Recibió la Medalla Bellas Artes, máximo galardón que otorga el Instituto Nacional de Bellas Artes, de México.
El Festival Internacional de la Cultura Maya también le concedió Medalla de Oro. 
2017
La Ciudad de Puebla la nombró visitante distinguida y le hizo entrega de la llave de la Biblioteca Palafoxiana. 
2018
La Confederación de Cámaras Industriales de los Estados Unidos Mexicanos (Concamin) reconoció su trayectoria.
La revista Forbes la consideró “una de las mujeres más poderosas de México”, distinción repetida también en 2019 y 2020. 
2019
Recibió la Presea del Estado de México en el área de artes y letras Sor Juana Inés de la Cruz.
Ganó el Premio “Alma de la Danza”, el reconocimiento más importante del ballet en Rusia y que rara vez se concede a extranjeros. 
Ganadora de  Prix Benois de la Danse,  el reconocimiento más importante en el mundo del ballet. Lo obtuvo en la categoría Mejor bailarina por su papel de Julieta en la obra Romeo y Julieta, de Nacho Duato, la cual escenificó en 2018 con el Staatsballett Berlín.
Obtuvo en Eslovaquia el Premio del Fondo del Patrimonio Petipa, por preservar y promover el legado del gran coreógrafo franco-ruso Marius Petipa, el llamado “Padre del Ballet”. 
2020
La Comisión de Cultura de la Cámara de Diputados de México le entregó el reconocimiento Orgullo Mexicano por sus contribuciones a la cultura de su país.
2020 
El municipio de Atizapán de Zaragoza en el Estado de México otorga el nombre de Elisa Carrillo al nuevo puente vehicular que conecta la colonia Lomas de Atizapán con el acceso a Zona Esmeralda.

## Repertorio
1. ↑  «México lleva a Expo Dubái a Elisa Carrillo y la Sonora Santanera».

Stuttgart Ballet.
Se une al Stuttgart Ballet en 1999-2007, como cuerpo de baile llegando a ser solista. Entre su repertorio en esta compañía se encuentra:

Michel Fokine “Sílfides” . Jerome Robbins “Dances at a Gathering" , "The Concert". George Balanchine, "Theme and Variations", “Cuatro temperamentos", "Musagete” Apollo, "“Symphony in C". Christian Spuck "Lulu. A Monstre Tragedy”,  “Sleeper's Chambers“, “Nocturne”, “Der Sandmann”, John Cranko “Romeo y Julieta", “El Lago de los Cisnes, .”Initials R.B.M.E.”, Kevin O'Days, “Dreamdeepdown". Hans van Manens "Corps",”, “Kleines Requiem”, “Große Fuge”. Reid Anderson / Valentina Savinas “Giselle”. Mauro Bigonzettis “Kazimir's Colours”, “Orma”, „Fratelli“, John Neumeier "A Streetcar Named Desire", La Dama de las Camelias“, Marcia Haydee, „La Bella Durmiente“ Glen Tetleys  “Le Sacre du printemps“, Marco Goeckes  “Blushing“, “Demigods“,  Douglas Lee,  “Lachrymal“, “Viewing Room“, “Fanfarre LX”. Wayne McGregors "Nautilus", “ Eden Eden”, Itzik Galili, “Hikarizato”, “Monolisa”.David Bentley, “Edward II”.

Staatsballett Berlín.

En el 2007 se integra al Staatsballett de Berlín y en 2011 es nombrada Prima Ballerina. Entre su repertorio en esta compañía se encuentra: 

George Balanchine "Serenade", "Apollo"  “Jewels” y "Ballet Imperial". Patrice Barts "El Cascanueces", “El corazón en llamas". “El Lago de los Cisnes”,  Frederick Ashton "Sylvia". Jerome Robbins "The Concert", Marius Petipa “Paquita”,“Raymonda”.   Peter Schaufuss "La Sylphide". Jodie Gates "Courting the Invisible", Clark Tippets "Bruch Violin Concerto No. 1", Mauro Bigonzetti "Caravaggio",”Vértigo”, “Duetto inofensivo”. Angelin Preljocajs "Blancanieves" (Blancanieves). Ronald Savkovic  "Alejandro el Grande", ”Symphony of Sorrowful Songs”, “Transparente”. Vladimir Malakhov “La Bayadera” (Gamsati), “La Peri”, (Normahal), “Cenicienta”. Giorgio Madia “Oz The Wonderful Wizard”, Boris Eifman ”Tchaikowsky”. Yuri Burlaka y Vasily Medvédev “La Esmeralda”, “El Cascanueces”,  Forsythe “In the Middle Somewhat Elevated”. Zeynep Tanbay “Araz”. Heinz Spoerli “Peer Gynt”,. Nacho Duato, “Romeo y Julieta” “Arcángelo”, “Multiplicity, Forms of silence and emptiness”, ”White Darkness” , “Por vos muero”, „La Bella Durmiente“, John Cranko “Romeo y Julieta” (Julieta), “Oneguin” (Tatiana y Olga). Marco Goecke “And the Sky on that cloudy old day”,”All Long Dem Day” , Itzik Galili “Open square”, “The Sofa”, Kenneth Mac Millan “Manon” (pas de deux),. David Dawson “A Sweet Spell of Oblivion”. Uwe scholz, Jeune-Homme“. „Séptima Sinfonía“, Stanton Welch “Clear”. Yuri Smekalov“Infinita Frida”. Douglas Lee “Fanfarre LX”, Christian Spuck “Grand Pas de deux”. Michel Fokine “Sheherazade”,“La Muerte del Cisne“, Benjamin Millepied “Daphnis et Chloé”, Jiri Kylian “Petite Morte”, Vladimir Vasieliev, “Elegia”,   Natalia Horecna ”Falling for the Art of Flying” , Alexei Ratmansky “La Bayadera”, (Nikya), Alexander Ekman “Lib”, Anton Dolin “Pas de Quatre”, Ricardo Graziano, ”Amorosa” Christopher Wheeldon “La Orquesta imposible, Xenia West “Quinque Vial”, “La Llorona”. Alexander Abdukarimov, “Soledad” Arshak Ghalumyan, “Para Elisa” ,Yeri Anarika “ F(ly)”, entre otros.